# La Forteresse cachée
Pour plus de détails, voir Fiche technique et Distribution.
La Forteresse cachée (隠し砦の三悪人, Kakushi toride no san akunin, litt. « Les trois scélérats de la forteresse cachée ») est un film d'aventures japonais réalisé par Akira Kurosawa, sorti en 1958. Il marque une évolution technique dans la carrière du cinéaste, étant son premier film tourné en format large TohoScope (en), lui permettant d'explorer de nouvelles possibilités visuelles dans le genre du jidai-geki (film d'époque) qu'il maîtrisait déjà.
L'intrigue suit deux paysans cupides qui se retrouvent malgré eux impliqués dans une mission périlleuse : escorter une princesse et un général à travers le territoire ennemi, tout en protégeant un trésor royal. Le film met en vedette Toshirō Mifune dans le rôle du général Rokurōta Makabe, et Misa Uehara dans celui de la princesse Yuki.
La Forteresse cachée se distingue par son mélange unique d'action, d'humour et de drame, tout en explorant des thèmes tels que la loyauté, l'honneur et la nature humaine. L'œuvre est également célèbre pour avoir été une source d'inspiration majeure pour George Lucas lors de la création de Star Wars (1977). Salué pour sa photographie spectaculaire, ses séquences d'action innovantes et son récit captivant, il connait un succès critique et commercial au Japon, se classant 4e au box-office annuel. Il est aujourd'hui considéré comme l'un des films les plus accessibles et divertissants de Kurosawa, tout en conservant la profondeur thématique caractéristique de son œuvre.

## Synopsis
Au cours des guerres civiles dans le Japon du XVIe siècle, deux paysans avides et lâches, Tahei et Matashichi, rencontrent par hasard des samouraïs poursuivant un soldat et l'exécutant. Les deux compagnons se séparent, l'un préférant retourner chez lui et l'autre espérant encore faire fortune. Mais chacun se fait capturer et finit esclave pour le clan Yamana. Le seigneur Yamana a vaincu le clan Akizuki et recherche activement la Princesse Yuki, héritière du clan Akizuki qui se cache avec le trésor de guerre de  son clan, constitué de barres d'or. Une forte récompense est promise pour sa capture.
Les deux paysans profitent d'une révolte des esclaves pour s'échapper. Dans leur fuite, ils trouvent fortuitement une  barre en or du clan Akizuki cachée dans un fagot de bois, puis une autre. Mais ils sont interrompus par un mystérieux homme. Celui-ci leur dissimule sa véritable identité, car il s'agit du général Rokurōta Makabe un des derniers survivants des Akizuki. Lui aussi cherche à aller dans le même territoire que les deux paysans, celui du clan Hayakawa, allié des Akizuki. Tahei et Matashichi exposent leur plan pour contourner les lignes ennemies. Le général décide alors de s'adjoindre leur service, profitant de leur naïveté et de leur cupidité. Il les conduit dans une forteresse dissimulée dans la montagne où se cachent la princesse et quelques fidèles. Le général fait passer la princesse pour sa compagne auprès des deux paysans. Ceux-ci soupçonnent un mensonge et décident de dénoncer la jeune fille pour la récompense, alors que Makabe leur indique avoir livré la princesse au clan ennemi. Mais une rumeur en ville révèle que la princesse capturée a été exécutée aussi les deux compagnons finissent par croire Makabe. Celui-ci comprend que sa jeune sœur de l'âge de la princesse qu'il a livrée pour sauver l'héritière du clan Akizuki a été mise à mort. Malgré son chagrin, il pense que cette exécution permet de relâcher l'attention de l'ennemi et que cela leur donne l'occasion de tenter de rejoindre le territoire allié en escortant la princesse Yuki ainsi que son trésor, pour refonder son clan. Il décide de suivre le plan des paysans pour traverser les lignes ennemies. Ceux-ci acceptent d'aider à transporter l'or caché dans les fagots de bois en espérant un partage du butin. Le groupe constitué du général, de la princesse et des deux paysans commence son périple en transportant l'or. Yuki, de tempérament colérique, doit se faire passer pour muette pour ne pas traduire ses origines nobles. En cours de route, profitant d'une absence de Makabe, Tahei et Matashichi tentent de partir avec l'or mais ils ne font que révéler leur présence à l'ennemi. Furieux, le général décide de retourner dans la forteresse mais celle-ci est en feu, les fidèles restés se sont en effet sacrifiés en mettant le feu afin de cacher la fuite de l'héritière. Makabe parvient par une ruse à franchir un poste de garde avec le groupe. Mais l'alerte est donnée, l'ennemi ayant compris que la princesse est vivante et tente de fuir avec l'or.
Ils arrivent dans un village. Makabe est contraint de vendre le cheval. Pour transporter l'or dissimulé dans les fagots, le groupe utilise un chariot que les deux paysans doivent tirer. À la demande de Yuki, le groupe a racheté une esclave qui les suit dans leur périple. Sur le chemin, quatre soldats les interceptent. Makabe en élimine deux et poursuit à cheval les deux autres partis chercher du secours. Ceux-ci sont interceptés et tués, mais Makabe se retrouve encerclé par les hommes du général Hyoe Tadokoro du clan Yamana. Ce dernier est heureux de pouvoir affronter en duel son ennemi. Le combat s'effectue avec des lances et tourne à l'avantage de Makabe qui refuse d'exécuter son rival et repart libre, retrouver les autres fugitifs. Coincés dans un repaire, les deux paysans décident de se joindre à une procession pour la fête du feu afin de passer inaperçu avec les fagots de bois. Mais les forces ennemies surveillent les fidèles venus apporter le bois, se doutant que les fugitifs chercheront à profiter de cette fête pour traverser les lignes ennemies. Tahei et Matashichi se retrouvent coincés avec la princesse qui les a suivis. Makabe, prévenu par la jeune esclave, les rejoint et les contraint à mettre les fagots dans le feu en dansant pour éviter d'être repérés. Le lendemain, au petit matin, profitant du feu éteint, le groupe ramasse le maximum de barres d'or et s'enfuit avant l'arrivée des troupes ennemies. Deux soldats sont capturés et forcés de les aider à transporter l'or. Mais les forces ennemis se rapprochent. Les deux prisonniers tentent de fuir mais ils sont abattus par les leurs. De leur côté, les deux paysans se cachent à l'aide de feuillage. Le général, la princesse et la jeune esclave tentent d'échapper aux tirs ennemis mais ils sont faits prisonniers et l'or est récupéré par leurs adversaires. Les deux paysans veulent dénoncer la princesse pour une récompense, en vain, car elle est déjà arrêtée. Ils repartent sans rien, mais vivants. Les prisonniers reçoivent la visite du général Hyoe Tadokoro qui en veut à son ennemi d'avoir fait preuve de clémence à son égard car pour son échec, son seigneur lui a infligé une cicatrice au visage.
Au matin, les trois prisonniers sont emmenés avec l'or. Mais, Tadokoro intervient et permet aux chevaux transportant l'or de franchir la frontière puis il libère Makabe, la princesse et l'esclave. Ceux-ci peuvent se mettre en sécurité dans le territoire allié. Ils sont rejoints par Tadokoro qui a changé de camp. Les chevaux avec l'or sont retrouvés par Tahei et Matashichi qui se disputent encore sur la propriété de l'or mais des soldats du clan Hayakawa les arrêtent.
Plus tard, les deux paysans se retrouvent devant la princesse et les deux généraux. Elles déclare que l'or servira à refonder la dynastie mais elle consent à gratifier d'une pièce d'or les deux paysans pour leurs « services » passés, à charge pour eux de rester amis pour conserver la pièce.

## Fiche technique
- Titre : La Forteresse cachée
- Titre original : 隠し砦の三悪人 (Kakushi toride no san akunin?)
- Réalisation : Akira Kurosawa
- Scénario : Ryūzō Kikushima, Hideo Oguni, Shinobu Hashimoto et Akira Kurosawa
- Photographie : Kazuo Yamasaki
- Premier assistant opérateur : Takao Saitō
- Décors : Yoshirō Muraki, Kōhei Ezaki
- Musique : Masaru Satō
- Montage : Akira Kurosawa
- Production : Sanezumi Fujimoto et Akira Kurosawa
- Société de production : Tōhō
- Société de distribution : Tōhō
- Pays d'origine :  Japon
- Langue originale : japonais
- Format : noir et blanc - cinémascope - son mono
- Genre : aventures
- Durée : 139 minutes[2] (métrage : 10 bobines - 3 802 m[2])
- Dates de sortie :  
  - Japon : 28 décembre 1958[2]
  - France : 17 juin 1964[3]

## Distribution
- Toshirō Mifune : le général Rokurōta Makabe
- Misa Uehara : la princesse Yuki
- Minoru Chiaki : Tahei
- Kamatari Fujiwara : Matashichi
- Toshiko Iguchi : la fille du fermier achetée par le marchand d'esclaves
- Takashi Shimura : le général Izumi Nagakura
- Susumu Fujita : le général Hyoe Tadokoro
- Kichijirō Ueda : le marchand d'esclaves
- Eiko Miyoshi : la femme âgée
- Kokuten Kōdō : l'homme âgé
- Yū Fujiki : le garde-barrière
- Yoshio Tsuchiya : le samouraï à cheval
- Kokuten Kōdō : le vieil homme devant le panneau
- Takeshi Katō : le samouraï en sang s'enfuyant
- Kōji Mitsui : un garde
- Toranosuke Ogawa : le magistrat de la barrière du pont
- Kichijirō Ueda : le marchand d'esclaves
- Makoto Satō : le fantassin Yamada
- Yoshio Kosugi : le soldat Akisuki
- Takuzō Kumagai : un soldat à pied de Yamana (comme Jirō Kumagai)
- Haruo Nakajima : un soldat d'Akisuki

## Production
La Forteresse cachée est le premier film de Kurosawa tourné dans le format large TohoScope (en), qu'il continue d'utiliser pendant la décennie suivante. Le film est initialement présenté avec un son directionnel Perspecta (en), qui est recréé pour la sortie Blu-ray de Criterion.
Des parties clés du film sont tournées dans la vallée de Hōrai de la préfecture de Hyōgo et sur les pentes du Mont Fuji, où le mauvais temps causé par le catastrophique typhon Kanagawa retarde la production. La frustration de la Tōhō face au rythme lent de tournage de Kurosawa conduit le réalisateur à former sa propre société de production l'année suivante, bien qu'il continue à distribuer via la Tōhō.

## Sortie
La Forteresse cachée sort en salles au Japon le 28 décembre 1958. Le film est le plus grand succès de l'année 1958 pour la Tōhō, se classant quatrième au box-office annuel. C'est également le plus grand succès de Kurosawa, jusqu'à la sortie du Garde du corps en 1961.
Le film sort en salles aux États-Unis distribué par Tōhō International Col. avec des sous-titres en anglais. Il est projeté à San Francisco en novembre 1959 et reçoit une sortie plus large le 6 octobre 1960, dans un format de 126 minutes. Il est réédité aux États-Unis en 1962 dans un format de 90 minutes. Le film est comparé défavorablement à Rashōmon (1950) et Les Sept Samouraïs (1954), et ne marche pas bien au box-office américain.

## Accueil critique
Dans une critique de 1957, Variety le qualifie de « film long, intéressant, comique dans le Japon médiéval ». Les performances des acteurs principaux, la direction de Kurosawa et la caméra d'Ichio Yamazaki sont saluées.
Un article publié dans le New York Times le 24 janvier 1962, présente une critique du film par le journaliste Bosley Crowther, qui qualifie La Forteresse cachée de film superficiel. Il dit que Kurosawa, « le réalisateur japonais dont les compétences cinématographiques nous ont impressionnées dans de nombreux films, à commencer par Rashōmon, n'est manifestement pas étranger au fait de berner son public - un peu de stooping hollywoodiens - afin de faire un film vivant ». Crowther ajoute également que « Kurosawa, malgré tout son talent, est aussi enclin à faire bouillir la marmite que n'importe qui d'autre ».
Écrivant pour The Criterion Collection en 1987, David Ehrenstein (en) le qualifie de « l'un des plus grands films d'action-aventure jamais réalisés » et de film de samouraïs « d'action rapide, spirituel et visuellement époustouflant ». Il écrit :
« La bataille sur les marches dans le deuxième chapitre (anticipant le climax de Ran) est aussi visuellement écrasante que l'une des scènes similaires de Intolérance de Griffith. L'utilisation de la composition en profondeur dans la scène de la forteresse dans le quatrième chapitre est tout aussi saisissante que le meilleur d'Eisenstein ou David Lean. Les démonstrations musculaires de l'héroïsme de Toshirō Mifune dans la scène de la charge de chevaux (chapitre 11) et le duel de lances soigneusement chorégraphié qui suit (chapitre 12) sont dans la plus pure tradition de Douglas Fairbanks. Globalement, il y a un sens de la « cinématographie » pure dans La Forteresse cachée qui le place clairement parmi les grands divertissements d'aventure au même titre que Gunga Din, Le Voleur de Bagdad, et le célèbre diptyque de Fritz Lang Le Tigre du Bengale et Le Tombeau hindou. »
David Parkinson de Empire dans une critique publiée le 1er janvier 2000, donne au film quatre étoiles sur cinq et écrit « Un peu éclipsé par des films comme Les Sept Samouraïs, c'est une aventure vigoureusement et méticuleusement mise en scène. Ce n'est pas du haut de gamme, mais il se classe toujours parmi les meilleurs des chefs-d'œuvre mineurs de Kurosawa ».
Écrivant pour The Criterion Collection en 2001, Armond White (en) déclare « La Forteresse cachée occupe une place dans l'histoire du cinéma comparable à celle de La Chevauchée fantastique de John Ford : il pose les bases de l'intrigue et des personnages d'une épopée de découverte de soi et d'action héroïque. De manière désormais familière, Rokurōta et la princesse Yuki se battent pour rejoindre le territoire allié, accompagnés d'un duo comique, cupide et intrigant qui est surpris par leur propre bonne fortune. Kurosawa équilibre toujours la bravoure et la cupidité, le sérieux et l'humour, tout en dépeignant les malheurs de la guerre ».
Lors de la réédition du film au Royaume-Uni en 2002, Jamie Russell, critiquant le film pour la BBC, dit qu'il « entrelace sans effort action, drame et comédie », le qualifiant de « divertissement captivant et de merveilleuse pièce de cinéma ».
Peter Bradshaw de The Guardian fait une critique le 1er février 2002. Selon lui :
« Révéré aujourd'hui comme une inspiration pour George Lucas, l'épopée romantique amicale et franche de Kurosawa se déroule sur un paysage brûlé et accidenté qui ressemble beaucoup à une planète extraterrestre. À d'autres moments, le film ressemble à rien de plus qu'une comédie western rocambolesque. Mais il y a une relation astucieusement conçue entre les principaux protagonistes, y compris un fantastiquement audacieux et viril Toshirō Mifune. La comédie coexiste avec une vision sombre de la brièveté de la vie, et Kurosawa conçoit des séquences exaltantes et des images captivantes. Les classiques d'art et d'essai ne sont généralement pas aussi accueillants et divertissants que celui-ci. »
Sur l'agrégateur de critiques Rotten Tomatoes, le film obtient un taux d'approbation de 96% basé sur 51 critiques, avec le consensus suivant : « Une aventure féodale racontée d'une perspective excentrique, La Forteresse cachée est l'une des épopées les plus agréables d'Akira Kurosawa ».

## Distinctions
Le film remporte l'Ours d'argent du meilleur réalisateur à la Berlinale 1959. Le Kinema Junpō décerne à Shinobu Hashimoto le prix du meilleur scénariste pour son travail sur le film ainsi que pour Les Tambours de la nuit de Tadashi Imai et Le Guet-apens de Yoshitaro Nomura.

## Postérité

### Influence
Le réalisateur américain George Lucas reconnaît l'influence majeure de La Forteresse cachée sur son film de 1977 La Guerre des étoiles,,,, en particulier dans la technique de raconter l'histoire du point de vue des personnages les plus faibles du film, C-3PO et R2-D2,. Certains des principaux personnages de Star Wars ont des analogues clairs dans La Forteresse cachée, y compris C-3PO et R2-D2 basés sur Tahei et Matashichi, et la princesse Leia sur la princesse Yuki. Le premier jet de l'intrigue de Lucas pour Star Wars ressemblait encore plus à l'intrigue de La Forteresse cachée; ce brouillon sera ensuite réutilisé comme base pour La Menace fantôme. Le film est cité dans le jeu vidéo Lego Star Wars : La Saga Skywalker, où pendant une cinématique pour le premier niveau du Retour du Jedi, il y a un drapeau écrit en Aurebesh, qui se traduit par « Forteresse cachée ».
Un certain nombre d'éléments de l'intrigue de La Forteresse cachée sont utilisés dans le jeu vidéo de 2006 Final Fantasy XII,.

### Remake
Un remake libre intitulé Hidden Fortress: The Last Princess (en) est réalisé par Shinji Higuchi et sorti le 10 mai 2008.

### Revue de presse
- Frédéric Gaussen, « La Forteresse cachée », Téléciné, no 117, Paris, Fédération des Loisirs et Culture Cinématographique (FLECC), octobre-novembre 1964,  (ISSN 0049-3287)